# Пам'ятки історії Липоводолинського району
У Липоводолинському районі Сумської області на обліку перебуває 29 пам'яток історії.
| №  | Назва | Охоронний номер | Місце                                                |
| -- | --- | --------------- | ---------------------------------------------------- |
| 1  | Братська могила радянських воїнів та пам'ятник воїнам-землякам                                                                | 652             | смт Липова Долина, центр селищної ради, центр селища |
| 2  | Трактор «Універсал» | 1521            | смт Липова Долина, центр селищної ради               |
| 3  | Братська могила радянських воїнів                                                                                             | 656             | с. Байрак, центр сільради, урочище Зеленського       |
| 4  | Братська могила радянських воїнів                                                                                             | 654             | с. Байрак, центр сільради, центр села                |
| 5  | Братська могила радянських воїнів та пам'ятник воїнам-землякам                                                                | 655             | с. Беєве, центр сільради, центр села                 |
| 6  | Братська могила радянських воїнів та пам'ятник воїнам-землякам                                                                | 653             | с. Берестівка, центр сільради, центр села            |
| 7  | Братська могила підпільників                                                                                                  | 676             | с. Великий Ліс, Колядинецька сільрада, у лісі        |
| 8  | Могила Семикашева М. С. — радянського воїна                                                                                   |                 | с. Воропаї, Московська сільрада, центр села          |
| 9  | Братська могила радянських воїнів                                                                                             | 657             | с. Галаєвець, Калінінська сільрада, центр села       |
| 10 | Братська могила радянських воїнів та пам'ятник воїнам-землякам                                                                | 659             | с. Капустинці, центр сільради, центр села            |
| 11 | Група братських могил (3) жертв класової боротьби та радянських воїнів                                                        | 660             | с. Капустинці, центр сільради, біля лікарні          |
| 12 | Братська могила радянських воїнів, підпільників та пам'ятник воїнам-землякам                                                  | 658             | с. Кимличка, центр сільради, центр села              |
| 13 | Братська могила радянських воїнів та пам'ятник воїнам-землякам                                                                | 661             | с. Колядинець, центр сільради, центр села            |
| 14 | Братська могила радянських воїнів та пам'ятник воїнам-землякам                                                                | 674             | с. Лучка, центр сільради, центр села                 |
| 15 | Братська могила радянських воїнів                                                                                             | 662             | с. Мар'янівка, Саївська сільрада, центр села         |
| 16 | Братська могила радянських воїнів та пам'ятник воїнам-землякам                                                                | 663             | с. Панасівка, центр сільради, центр села             |
| 17 | Могила Туманського В. І. — російського поета                                                                                  | 664             | с. Панасівка, центр сільради, біля школи             |
| 18 | Братська могила радянських воїнів                                                                                             | 667             | с. Підставки, центр сільради, центр села             |
| 19 | Братська могила радянських воїнів та пам'ятник воїнам-землякам                                                                | 665             | с. Поділки, центр сільради, центр села               |
| 20 | Братська могила партизанів | 666             | с. Потопиха, Подільківська сільрада, центр села      |
| 21 | Братська могила радянських воїнів та пам'ятник воїнам-землякам                                                                | 668             | с. Русанівка, центр сільради, центр села             |
| 22 | Братська могила радянських воїнів та пам'ятник воїнам-землякам                                                                | 671             | с. Саї, центр сільради, центр села                   |
| 23 | Братська могила партизанів | 2244            | с. Саї, центр сільради, кладовище                    |
| 24 | Братська могила радянських воїнів                                                                                             | 669             | с. Семенівка, центр сільради, центр села             |
| 25 | Братська могила радянських воїнів та пам'ятник воїнам-землякам, які загинули у роки громадянської та Великої Вітчизняної воєн | 672             | с. Синівка, центр сільради, центр села               |
| 26 | Братська могила радянських воїнів та пам'ятник воїнам-землякам                                                                | 670             | с. Столярове, Панасівська сільрада, центр села       |
| 27 | Могила Демченко О. О. — радянського воїна                                                                                     | 675             | с. Яганівка, центр сільради, центр села              |
| 28 | Братська могила радянських воїнів                                                                                             |                 | с. Яганівка, центр сільради, кладовище               |
| 29 | Братська могила радянських воїнів та пам'ятник воїнам-землякам                                                                | 673             | с. Яснопільщина, центр сільради, центр села          |
|    | |                 |                                                      |